# コスズガモ
コスズガモ（小鈴鴨、学名：Aythya affinis）は、カモ目カモ科に分類される鳥類の一種である。
名前の由来は、小型のスズガモの意。

## 分布
北アメリカ大陸北部（アラスカ、カナダ）で繁殖し、冬季は北アメリカ中部から中央アメリカ、カリブ海の島嶼に渡り越冬する。
日本では迷鳥として冬季、北海道、宮城県、東京都、神奈川県、愛知県などで記録されている。

## 形態
体長約42cm。スズガモに似ているが一回り小さい。雄成鳥は頭部から胸、腰から尾、下尾筒が黒く、背中は白い。雌は全体に黒褐色である。嘴は青灰色で先端部がわずかに黒い。頭が眼より後方で最も盛り上がっており、頭頂から後頭にかけて軽く段があるように見える。

## 生態
湖沼、池、河川、河口、内湾に生息する。スズガモと比べると淡水域を好む傾向がある。
食性はやや動物食の傾向の強い雑食。
繁殖形態は卵生。内陸部の湖沼の岸からやや離れた草むらに営巣することが多い。水面上に浮き巣を作ったり、アジサシ類のコロニーの中に営巣することもある。1腹8-10個の卵を産む。抱卵期間は23-25日である。